# Croton mimeticus
Espèce
Classification APG III (2009)
Croton mimeticus est une espèce de plantes à fleurs du genre Croton et de la famille des Euphorbiaceae présente dans le centre-est du Brésil.